# Homéliaire de Fleury
L’Homéliaire ou Homiliaire de Fleury est un manuscrit enluminé daté du milieu du VIIIe siècle ou postérieur. Il provient, comme son nom l'indique, de l'abbaye de Fleury située à Saint-Benoît-sur-Loire dans le département français du Loiret.
L'ouvrage contient une compilation d'homélies dont des sermons inédits par ailleurs du philosophe et théologien chrétien romain saint Augustin. Conservé à la bibliothèque municipale d'Orléans (Loiret), deux fragments découpés au XIXe siècle ont été acquis par la Bibliothèque nationale de France (Paris).

## Historique

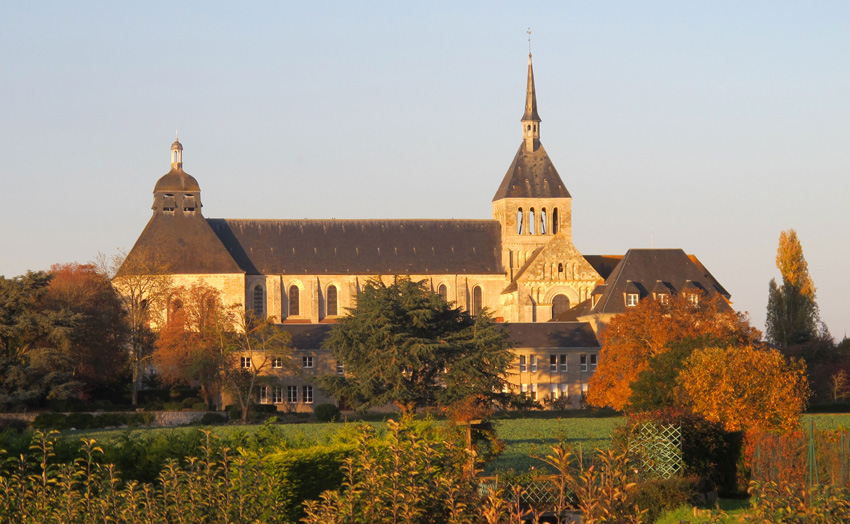
L'abbaye de Saint-Benoît-sur-Loire

Les spécialistes ne sont pas capables de déterminer avec précision le lieu de copie du manuscrit mais trois mentions contemporaines du manuscrits indiquent qu'il est localisé à l'abbaye de Fleury (Saint-Benoît-sur-Loire), sur les bords de la Loire, dans la seconde moitié du VIIIe siècle. Après la fermeture de l'abbaye durant la Révolution française, en 1792, le manuscrit est rapatrié avec 230 autres ouvrages à Orléans pour constituer le fonds de la bibliothèque municipale d'Orléans. 
Entre 1841 et 1845, le manuscrit est dépecé de deux fragments de 39 et 24 folios par le célèbre bibliomane italien Guillaume Libri. Libri gratte la pagination et ajoute une fausse mention pour faire croire à l'origine italienne des fragments ainsi qu'une reliure de style italien. Ils sont rachetés, avec de nombreux autres manuscrits volés par Libri, par la Bibliothèque nationale de France en 1888 à l'initiative de l'historien et bibliothécaire français Léopold Delisle et intègrent les fonds de la bibliothèque sous les cotes « Nouvelles acquisitions latines 1598-1599 ».

## Description
Le manuscrit contenait à l'origine 380 pages contenant un corpus de sermons d'origine africaine pour un grand nombre inédits et dont il s'agit de la plus ancienne recension dans un manuscrit. Certains ont pour auteur saint Augustin ou de proches. Le texte est écrit en onciale. Le décor est typique de l'enluminure mérovingienne avec des lettrines ornées d'entrelacs, de tresses, de palmettes végétales et d'oiseaux et poissons stylisés. Ces décorations zoomorphes se retrouvent dans les manuscrits de l'abbaye de Luxeuil (Luxeuil-les-Bains, Haute-Saône) à la même époque, ainsi que dans le Missel gallican (Bibliothèque apostolique vaticane, Pal.Lat.493).

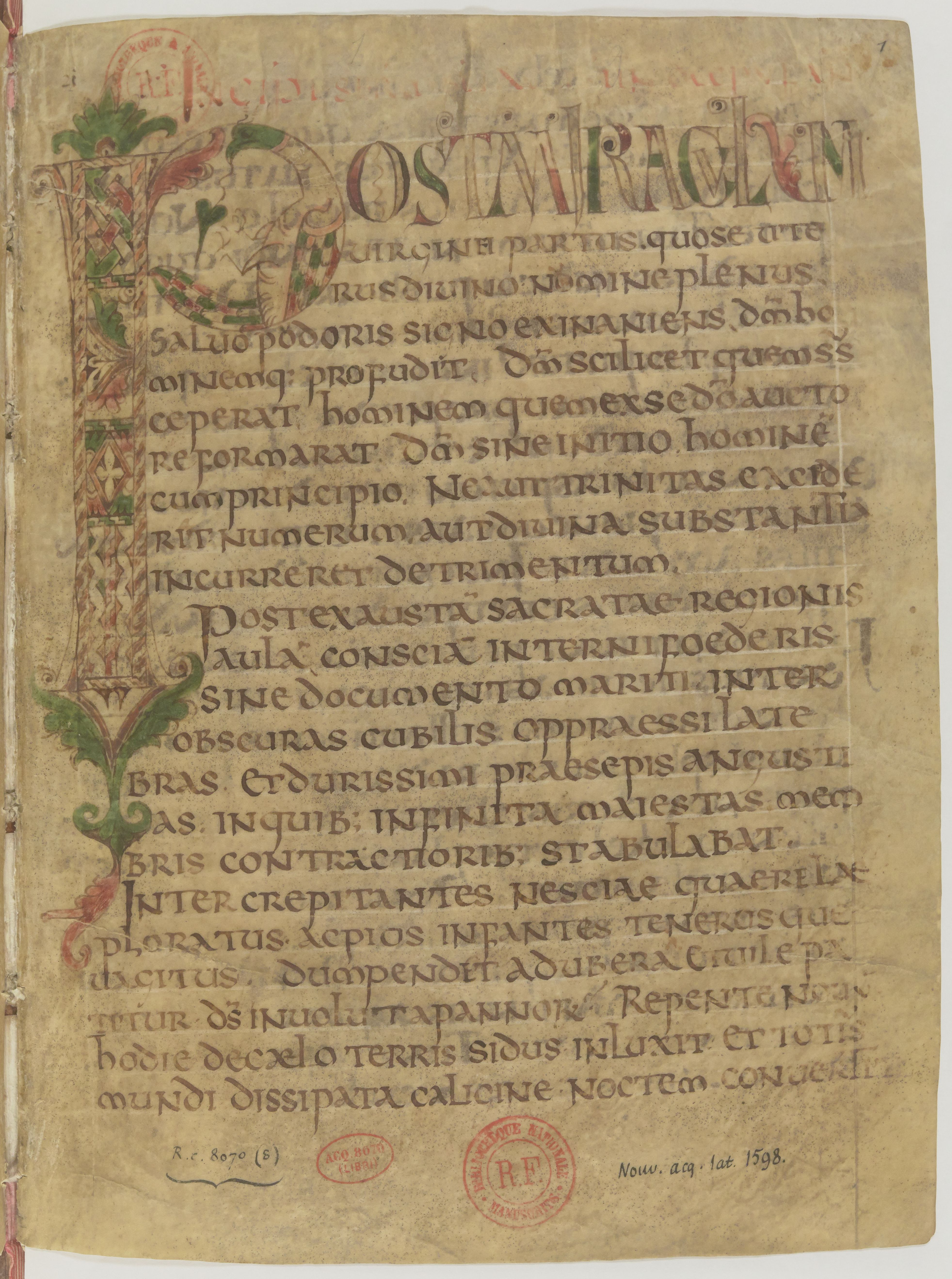
NAL 1598, folio 1
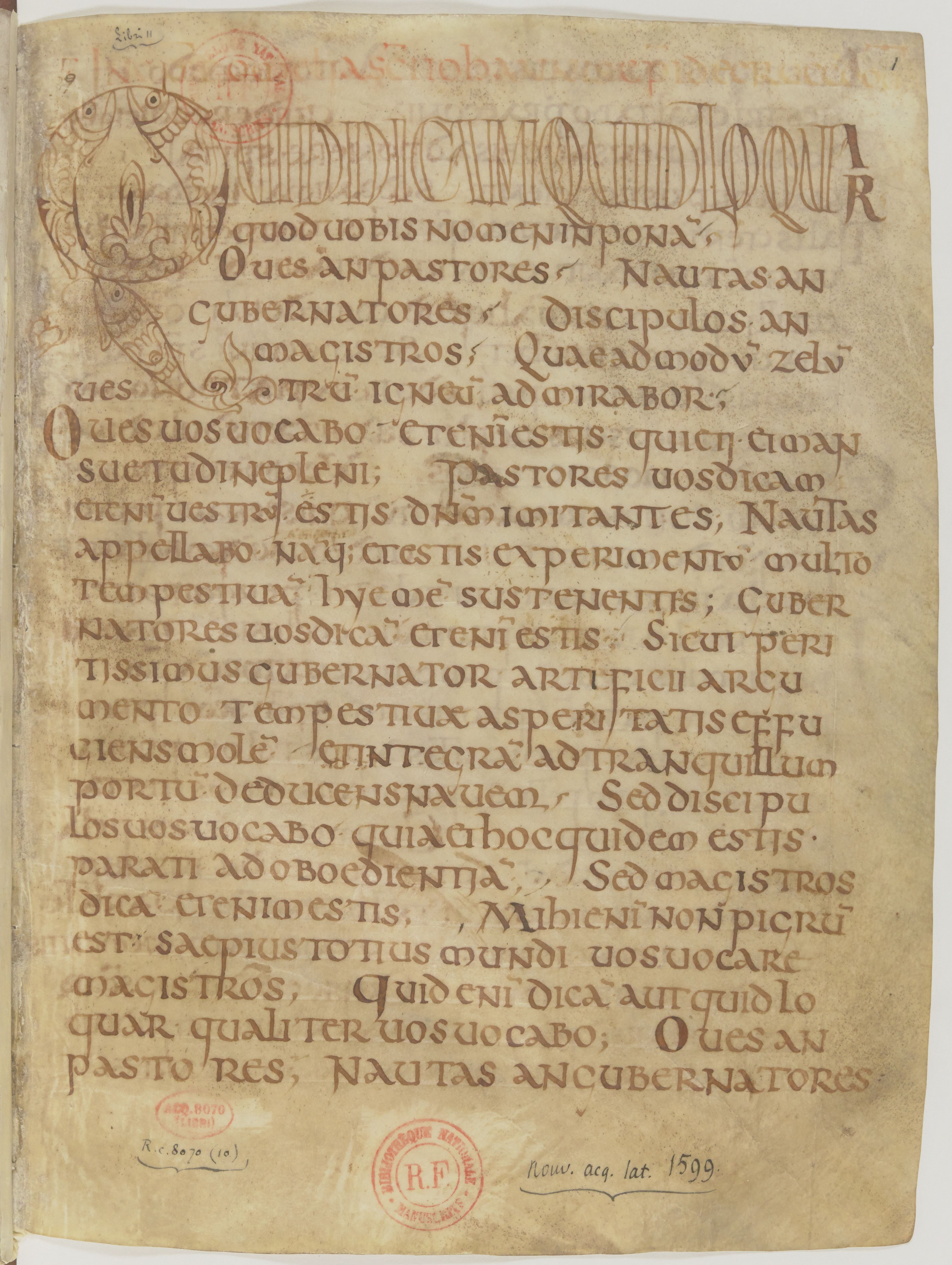
NAL 1599, folio 2